# لونا 11
لونا 11 (بالإنجليزية: Luna 11)‏ بعثة فضائية غير مأهولة ضمن برنامج لونا السوفيتي لاستكشاف القمر. أطلقت نحو القمر من منصة تدور حول الأرض ودخلت المدار القمري بتاريخ 27 أغسطس 1966.
كانت أهداف البعثة تتضمن دراسة:
- انبعاثات أشعة غاما والأشعة السينية بغية تحديد التركيب الكيميائي للقمر.
- الشذوذ الجذبي للقمر.
- كثافة النيازك بالقرب من القمر.
- الأشعة الجسيمية الصلبة القريبة من القمر.